# Virusul latent al garoafelor

## Etiologie și epidemiologie
- Virusul latent al garoafelor (Carnation latent virus) este răspândit de către mai multe specii de afide.
- Pentru a pune în evidență infecția cu acest virus, se efectuează teste serologice și inoculări pe specii de Chenopodium quinoa, care reacționează prin leziuni locale și cloroză sistemică.

## Simptomatologie
- Garoafele infectate cu acest virus nu prezintă simptome vizibile.

## Prevenire și combatere
- Eliminarea virusului latent al garoafelor se realizează prin metoda culturilor de meristeme "in vitro".